# Apple O’
Apple O’ — пятый студийный альбом американской инди-рок группы Deerhoof из Сан-Франциско (штат Калифорния). Он был выпущен 18 марта 2003 года на лейблах Kill Rock Stars и 5 Rue Christine. Это первый альбом группы с гитаристом Крисом Коэном.
Вмниловая версия альбома 2013 года содержит измененный трек-лист.

## История
Музыкальный стиль Apple O’ рассматривается как экспериментальный нойз-поп. Однако также отмечается, что он имеет больше общего с «типичным джангловым» инди-поп альбомом .
Бибоп, танцевальная музыка, ду-воп 1950-х годов, джангл-поп и джазовые звуки также присутствуют в альбоме.

## Отзывы
| Оценки критиков | Оценки критиков |
| Источник        | Оценка          |
| --------------- | --------------- |
| AllMusic        | [ 6 ]           |
| Mojo            | [ 7 ]           |
| Pitchfork       | 8.3/10          |
| Tiny Mix Tapes  | [ 4 ]           |

Альбом получил положительные отзывы музыкальных критиков. Хизер Фарес из AllMusic отметил, что альбом «изобилует такими же яркими всплесками музыкального и лирического вдохновения, как и другие альбомы Deerhoof, но предлагает чуть больше концептуальной структуры для всплесков и детских мелодий группы».
Эрик Карр из Pitchfork похвалил альбом, назвав его «увлекательным путешествием» и положительно отметив его «интенсивное разнообразие и искрометно последовательный поп-песенный почерк». Он получил награду сайта «Лучшая новая музыка».

### Итоговые списки

#### Годовые
| Публикация | Список                | Ранг | Ссылка |
| ---------- | --------------------- | ---- | ------ |
| Pitchfork  | Top 50 Albums of 2003 | 16   | [ 8 ]  |

#### Списки десятилетия
| Публикация | Список                           | Ранг | Ссылка |
| ---------- | -------------------------------- | ---- | ------ |
| Pitchfork  | The 200 Best Albums of the 2000s | 199  | [ 9 ]  |

## Список композиций
По данным Bandcamp.
| №   | Название                 | Текст песни       | Музыка                   | Длительность |
| --- | ------------------------ | ----------------- | ------------------------ | ------------ |
| 1.  | «Dummy Discards a Heart» | Greg Saunier      | Saunier Satomi Matsuzaki | 2:39         |
| 2.  | «Heart Failure»          | Saunier Matsuzaki | Saunier                  | 1:30         |
| 3.  | «Sealed with a Kiss»     | Saunier           | Saunier Matsuzaki        | 3:34         |
| 4.  | «Flower»                 | Saunier Matsuzaki | John Dieterich           | 1:47         |
| 5.  | «My Diamond Star Car»    |                   | Saunier                  | 1:32         |
| 6.  | «Apple Bomb»             | Saunier           | Saunier Dieterich        | 4:14         |
| 7.  | «The Forbidden Fruits»   | Matsuzaki         | Matsuzaki Chris Cohen    | 2:30         |
| 8.  | «L'Amour Stories»        | Saunier Matsuzaki | Saunier                  | 2:42         |
| 9.  | «Dinner for Two»         | Saunier Matsuzaki | Saunier Matsuzaki        | 1:16         |
| 10. | «Panda Panda Panda»      | Matsuzaki         | Matsuzaki Cohen          | 2:41         |
| 11. | «Hayley and Homer»       |                   | Dieterich                | 1:11         |
| 12. | «Adam + Eve Connection»  | Saunier Matsuzaki | Saunier                  | 3:03         |
| 13. | «Blue Cash»              | Saunier Matsuzaki | Saunier                  | 2:37         |

| №   | Название                 | Текст песни       | Музыка            | Длительность |
| --- | ------------------------ | ----------------- | ----------------- | ------------ |
| 1.  | «Dummy Discards a Heart» | Saunier           | Saunier Matsuzaki | 2:39         |
| 2.  | «My Diamond Star Car»    |                   | Saunier           | 1:32         |
| 3.  | «Heart Failure»          | Saunier Matsuzaki | Saunier           | 1:30         |
| 4.  | «Panda Panda Panda»      | Matsuzaki         | Matsuzaki Cohen   | 2:41         |
| 5.  | «Apple Bomb»             | Saunier           | Saunier Dieterich | 4:14         |
| 6.  | «Flower»                 | Saunier Matsuzaki | Dieterich         | 1:47         |
| 7.  | «Sealed with a Kiss»     | Saunier           | Saunier Matsuzaki | 3:34         |
| 8.  | «L'Amour Stories»        | Saunier Matsuzaki | Saunier           | 2:42         |
| 9.  | «Hayley and Homer»       |                   | Dieterich         | 1:11         |
| 10. | «Dinner for Two»         | Saunier Matsuzaki | Saunier Matsuzaki | 1:16         |
| 11. | «The Forbidden Fruits»   | Matsuzaki         | Matsuzaki Cohen   | 2:30         |
| 12. | «Adam + Eve Connection»  | Saunier Matsuzaki | Saunier           | 3:03         |
| 13. | «Blue Cash»              | Saunier Matsuzaki | Saunier           | 2:37         |

| №  | Название                                     | Длительность |
| -- | -------------------------------------------- | ------------ |
| 1. | «Dummy Discards a Heart (Live 2003)»         | 2:30         |
| 2. | «The Forbidden Fruits (Chris Demo)»          | 1:49         |
| 3. | «Panda Panda Panda (First Performance 2002)» | 2:40         |
| 4. | «My Diamond Star Car (Live 2002)»            | 1:44         |